# Santa Fiora
Santa Fiora är en ort och kommun i provinsen Grosseto i regionen Toscana i Italien. Kommunen hade 2 560 invånare (2018).